# سيدني لو
سيدني لو (بالإنجليزية: Sydney Law)‏ هو سياسي أسترالي، ولد في 23 نوفمبر 1856، وتوفي في 7 أكتوبر 1939. حزبياً، نشط في حزب العمال الأسترالي. وقد انتخب عضو الجمعية التشريعية نيو ساوث ويلز.